# Ancylolomia tripolitella
Ancylolomia tripolitella là một loài bướm đêm trong họ Crambidae.